# Dane Zajc

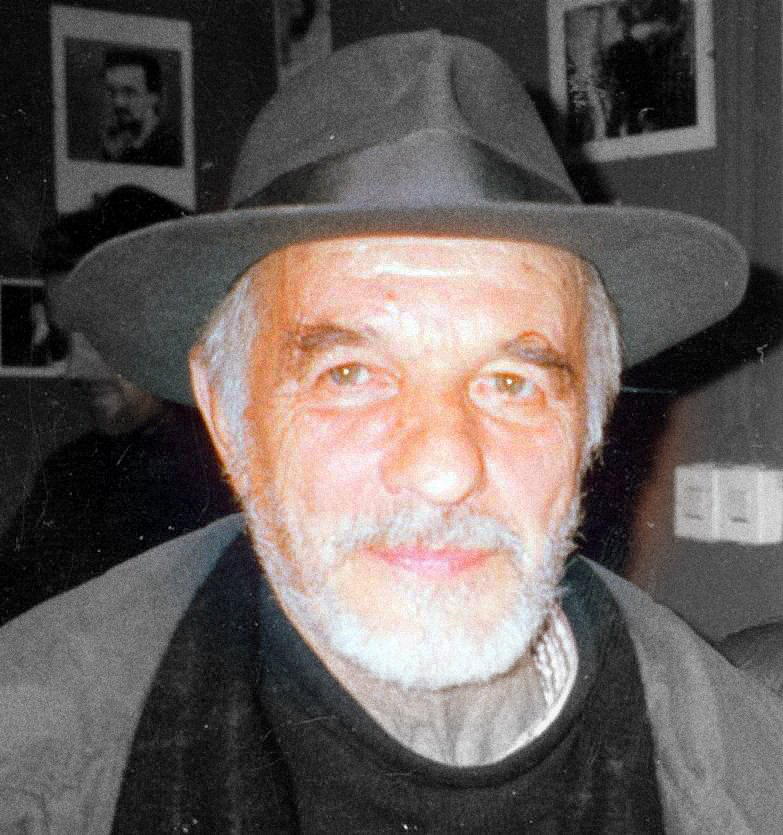
Dane Zajc

Dane Zajc (ur. 26 października 1929 w Zgornjej Javoršicy, zm. 20 października 2005 w Golniku) – słoweński poeta, dramaturg i eseista.

## Życiorys
Boleśnie został doświadczony wydarzeniami z okresu II wojny światowej. W okresie wojny przerwał naukę, w 1947 roku rozpoczął naukę w Poljanskim Gimnazjum w Lublanie. W 1951 roku z powodu politycznych poglądớw trafił do więzienia i został wyrzucony z gimnazjum, które w 1958 ukończył prywatnie. Jednakże nie mớgł ubiegać się o przyjęcie na studia. Wrażliwość Dane Zajca miała wpływ na nieprzyjemne doświadczenia z okresu służby wojskowej, które go utwierdziły w niechęci do systemu socjalistycznego. Od roku 1953 przez dwa lata pracował na poczcie, potem otrzymał posadę bibliotekarza w bibliotece pionierskiej w Lublanie, w której pracował do przejścia na emeryturę w 1989 roku. Zmarł 20 października 2005 roku na raka.

## Poezja
Dane Zajc jest jednym z najważniejszych słoweńskich literatớw drugiej połowy XX wieku. Jego twórczość obejmuje poezję i dramaty, a jego eseje i wywiady osiągają szczyt słoweńskiej literackiej eseistyki. Zarazem jest istotnym twórcą literatury dla dzieci i młodzieży, bowiem jego wiersze, sztuki kukiełkowe i bajki wzbudzają radość i często się pojawiają w lekturach szkoły podstawowej. Rozpoczął pomyślną współpracę z piosenkarzem i aktorem Janezem Škofem.

## Miejsca publikacji
Dane Zajc zaczął publikować wiersze w czasopiśmie „Mladinska revija” w latach 1948-1949, a zarazem współpracował w „Mi Mladi”. Drukował również w „Naši sodobnosti”, „Sodobnosti”, „Ljudski pravici”, „Ljubljanskim dnevniku”, „Pionirskem listu”, „Pioniru”, „Kurirčku”, „Cicibanu”, „Odru 57” itd. Był członkiem rady redaktorskiej „Revij 57”, czasopism „Beseda” i „Perspektive”.

## Styl i motywy
Jego wcześniejszy okres, w którym pisał wiersze, do 1971 roku, cechuje oryginalność, nowa metaforyka i głęboka uczuciowość.
Później badał dźwiękowe, znaczeniowe i estetyczne następstwa, które otwierają się wraz z rozbiciem formalnie połączonej składni i wpływają na magiczną, rytualną błagalność. Wiersze z tego okresu są przepełnione groteskowym humorem. Odzywają się w nich zarówno przeżycia wojenne, śmierć, kruchość, jak i bezcelowa egzystencja jednostki i społeczeństwa. Za symbol ludzkiego zagrożenia często służyły mu zwierzęta. Krytycy umieścili go na granicy między egzystencjalizmem i nadrealizmem. Podobnie jak poezja, tak też i dramaturgia przedstawia człowieka zarówno jako ofiarę, jak i kata swojego życia.
Według Nika Grafenauera w poezji Zajca przeznaczonej dla dzieci odnajdziemy cały szereg motywớw, które są, biorąc pod uwagę nasze wyobrażenie o wymiarze dziecięcego odczuwania i wiedzy, całkowicie poza jego pojmowaniem i wyobrażeniowym zasięgiem (np.: Erevan, Fijakarji, Jaki, Numizmatika, Smrt, Šamani), jednakże przepełnione tą dziecinnością, którą świat przedstawiony otwiera i tak przybliża dziecku, ze stają mu się własne. Okazuje się bowiem, że jeszcze tak codzienne rzeczy, jakimi są np.: dom, drzwi, pies, papierowe samoloty, dynie, usta, żarớwka, piłka, łyżka itd. mogą ponadto być skrywane i wyobrażeniowo podniecające, jak tylko zostaną oderwane od swojej zwykłej, oczywiście znaczeniowej określoności.
Sam autor mớwi, że pisze wiersze dla dzieci wcielając się w rolę dziecka. Lubi dziwne, długie, skomplikowane śmieszne słowa, które symbolizują coś innego niż to, co znaczą, i których nie trzeba rozumieć. Wszystko przyjmujemy oczami, uszami, poprzez skórę, smakiem.

## Nagrody i wyrớżnienia
- Nagroda miasta Lublana
- Nagroda fundacji im. France Prešerna
- Nagroda im. Frana Levstika za dzieło życia z zakresu literatury dla dzieci i młodzieży
- Nagroda im. Simona Jenka

## Dzieła
Zbiory wierszy
- Požgana trava (1958)
- Jezik iz zemlje (1961)
- Ubijavci kač (1968)
- Glava sejavka (1971)
- Hiša sanja (1990)
- Živali na dvorišču (1975)
- Ta roža je zate (1981)
- Rožengruntar (1974)
- Si videl (1979)
- Kepa pepela(1984)
- Zarotitve (1985)
- Znaki (1987)
- Krokar (1997)
- Dol dol (1998)

Dramaty
- Otroka reke (1963)
- Potohodec (1971)
- Voranc (1978)
- Mlada breda (1981)
- Kalevala (1986)
- Medeja (1988)
- Grmače (1994)

Zbiory wierszy dla dzieci
- Bela mačica
- Abecedarija (1975)
- Živali na dvorišču (1975)
- V Cirkusu (1976)
- Na papirnatih letalih (1978)
- Ta roža je zate (1981)
- Mlada Breda (1978)
- Leteča hišica (1981)
- Bridka Ludvikova bitka (1985)
- Hiša (1990)
- Argonavti (1999)

Sztuki kukiełkowe
- Kralj Matjaž in Alenčica (1978)
- Petelin se sestavi (1978)
- Zgodba o fantu, ki ni poznal strahu (1983/1984)
- Zakaj in Vprašaj (1991)

Eseje
- Igra besed in tišin (1972)
- Eseji, spomini in polemike (1990)

## Przekłady dzieł
Liczne przekłady dzieł ukazały się w zagranicznych czasopismach, w formie książkowej natomiast w języku serbskim, macedońskim, angielskim, niemieckim, szwedzkim, francuskim i polskim.
- Das fliegente Haus (język niemiecki), Leteča hiša (1985)
- Mladá Breda (język słowacki), Mlada Breda (1978)
- Il gattino bianco (język włoski), Bela mačica (1970)
- La chatte blanche (język francuski), Bela mačica (1971)
- Petelin se sestavi (język serbski), Petelin se sestavi (1981)
- Voranc. #Akt #1 : (fragment), 1978; przełożyła Agnieszka Będkowska-Kopczyk. – Tematska št. Słowenia.

V: Opcje. – ISSN 1230-9982. – #Nr. #1/2 = 54/55 (maj 2004)

## Wpływy i powiązania
Razem z Lojzetem Kovačičem, Viktorem Blažičem i Janezem Menartem współpracował w organie Mi Mladi. Opublikował książkę z wierszami w 1978 roku razem z Kajetanem Kovičem, Edvardem Kocbekiem, Gregorem Strnišo, Venom Tauferem i Tomažem Šalamunem. Od połowy lat 50. związał się z awangardowymi dramaturgami (Dominik Smole i Primož Kozak) i teoretykami (Taras Kermauner, Veljko Rus i Janko Kos).